# Ковачево (Благоевград)
Ковачево је насељено место у општини Сандански у области Благоевград, Бугарска. Према попису из 2021. године било је 24 становника.
У Етнографији вилајета Адријанопољ, Монастир и Салоника, штампаној у Цариграду 1878. године, која се односи на мушко станоништво 1873. године, Ковачево је село са 100 домаћинства и 330 житеља Словена.